# Eugenio Driutti
Eugenio Driutti (geboren am 14. Januar 1949 in Tarcento, Provinz Udine) ist ein italienischer Medailleur.

## Werdegang

Italienische Kursmünze zu 1 Cent (seit 2002)

Eugenio Driutti arbeitete nach der Berufsschule in einer Künstlerwerkstatt, in der er die Gravur und andere Techniken erlernte. 1971 erhielt er ein Stipendium, das ihm das Studium an der Scuola dell’Arte della Medaglia – Giuseppe Romagnoli des Istituto Poligrafico e Zecca dello Stato ermöglichte. In den folgenden Jahren schuf er eine Vielzahl von Medaillen für Organisationen und Einzelpersonen. Seit 1981 ist er am Istituto Poligrafico, das auch die staatliche italienische Münzprägeanstalt ist, als Graveur beschäftigt. Dort entwarf er zahlreiche Münzen der italienischen Lira, häufig mit Motiven aus dem Bereich der Architektur. Von Driutti stammt der Entwurf der Italienischen Euromünze
zu 1 Cent, mit der Fassade des Castel del Monte. Driutti lebt und arbeitet in Rom.

## Werke (Auswahl)
- Silbermünze zu 500 Lire anlässlich der Gründung des United World College of the Adriatic (1985);
- Medaille auf den 100. Geburtstag von Padre Pio, gefertigt in Bronze, Silber und Gold (1987);
- Silbermünze zu 500 Lire Kampf gegen den Krebs (Rückseite, 1989);
- Gedenkmünze zu 200 Lire aus Aluminiumbronze anlässlich der Jahrhundertfeier der 4. Sektion des Consiglio di Stato (Rückseite, 1990);
- Gedenkmünze zu 500 Lire aus Silber anlässlich der 2100-Jahr-Feier der Milvischen Brücke (1991);
- Gedenkmünze zu 500 Lira aus Silber anlässlich des 500. Jahrestags der Entdeckung Amerikas (1992);
- Gedenkmünze zu 500 Lira aus Silber anlässlich des 650. Gründungstags der Universität Pisa (1993);
- Gedenkmünzen zu 50.000 Lire und 100.000 Lire aus Gold zum 100. Jahrestag der Banca d’Italia (1993);
- Gedenkmünze zu 50.000 Lire aus Gold anlässlich des 900. Jahrestags der Grundsteinlegung für die Kathedrale von Modena (1993);
- Gedenkmünze zu 5000 Lire aus Silber anlässlich des 600. Geburtstags von Antonio Pisanello (1995);
- Gedenkmünze zu 200 Lire aus Messing anlässlich der Jahrhundertfeier der Guardia di Finanza (1996);
- Bildseiten der italienischen Euro-Kursmünze zu 1 Cent (seit 2002).

## Auszeichnungen
- Preis Nadal Furlan der autonomen Region Friaul-Julisch Venetien (1979);[2]